# الآنسة بوتر
الآنسة بوتر (بالإنجليزية: Miss Potter)‏ هو فيلم دراما تم إنتاجه في المملكة المتحدة وصدر في سنة 2006.

## بطولة
- رينيه زيلويغر
- إيوان مكريغور
- إميلي واتسون

## الميزانية والإيرادات
بلغت تكلفة إنتاج الفيلم حوالي 30 مليون دولار بينما حقق أرباحا تقدر بـ 35,078,241 دولار.

## وصلات خارجية
- الآنسة بوتر على موقع IMDb (الإنجليزية)
- الآنسة بوتر على موقع ميتاكريتيك (الإنجليزية)
- الآنسة بوتر على موقع روتن توميتوز (الإنجليزية)
- الآنسة بوتر على موقع نتفليكس (الإنجليزية)
- الآنسة بوتر على موقع ألو سيني (الفرنسية)
- الآنسة بوتر على موقع Turner Classic Movies (الإنجليزية)
- الآنسة بوتر على موقع أول موفي (الإنجليزية)
- الآنسة بوتر على موقع بوكس أوفيس موجو (الإنجليزية)
- الآنسة بوتر على موقع فيلمافينيتي (الإسبانية)
- الآنسة بوتر على موقع قاعدة بيانات الأفلام السويدية (السويدية)